# Renata Schmidtkunz

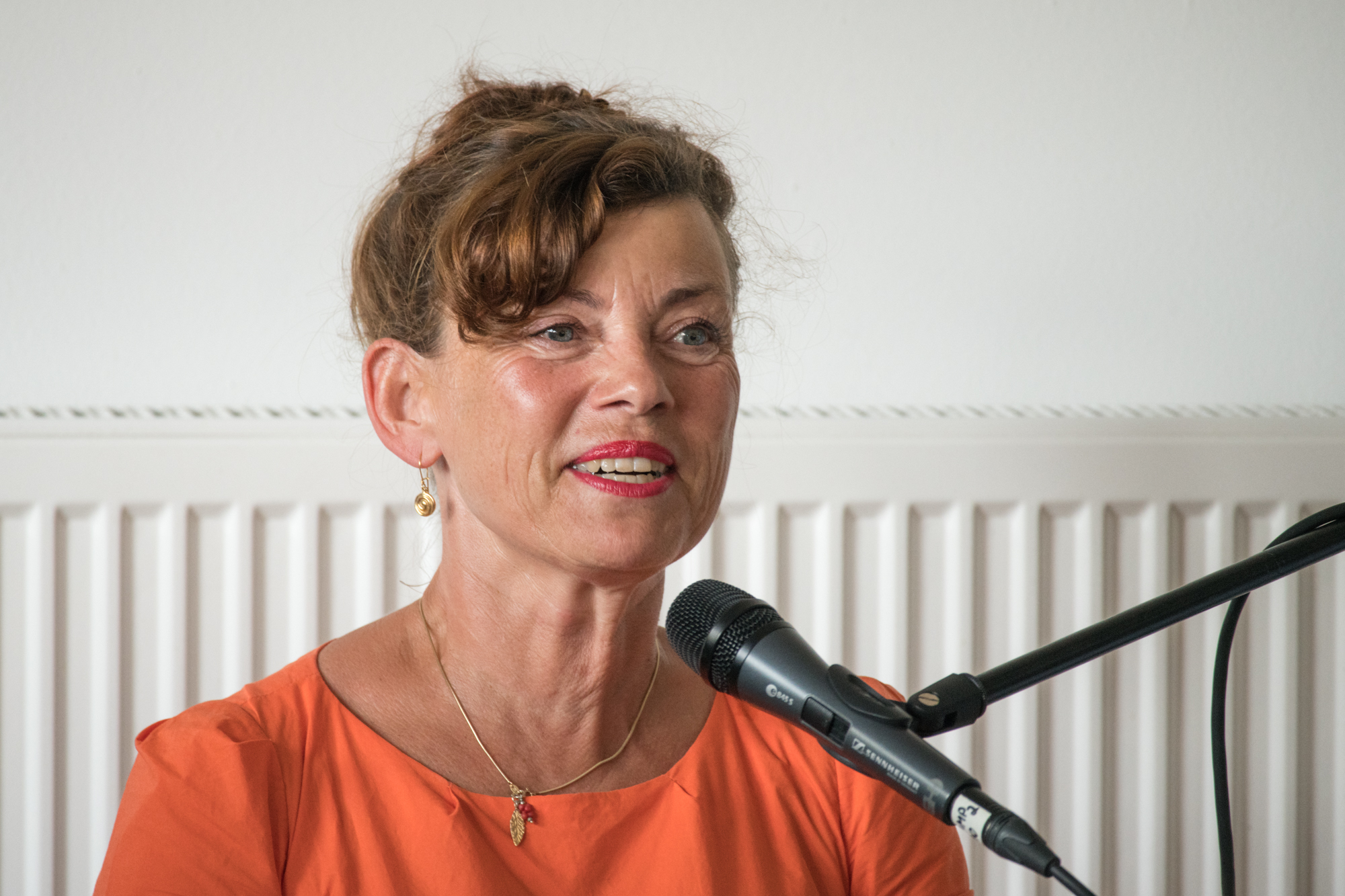
Renata Schmidtkunz (2019)

Renata Schmidtkunz (* 13. Oktober 1964 in Hattingen) ist eine in Österreich tätige deutsche Journalistin und evangelische Theologin. Sie arbeitet seit 1990 als Redakteurin, Filmemacherin und Moderatorin beim ORF in Wien.

## Leben
Im April 1970 zog die Familie Schmidtkunz von Nordrhein-Westfalen nach Österreich, wo ihr Vater als evangelischer Pfarrer zunächst in Laa an der Thaya, später in Marchtrenk und schließlich in Spittal an der Drau tätig war. Renata Schmidtkunz maturierte am Gymnasium in Spittal an der Drau. Anschließend studierte sie in Wien und Montpellier Evangelische Theologie und einige Semester Publizistik- und Kommunikationswissenschaft.
Von 1989 bis 1990 arbeitete sie als Redaktionsassistentin beim Bayerischen Rundfunk für die Serie Bibel im Bild. 1990 begann ihr weitreichendes Engagement im ORF als Redakteurin, Filmemacherin und Moderatorin. Von 1994 bis 1998 schrieb Schmidtkunz Kolumnen und Artikel in der Tageszeitung Der Standard. Schmidtkunz moderierte von 1997 bis 2001 Die Box für die Abteilung Religion Fernsehen des ORF, leitet seit 1999 Gespräche der Ö1-Sendung Im Gespräch, moderiert seit 2003 die Wissenschaftssendung Radiokolleg auf Ö1 und war von 2008 bis 2012 im Moderatorenteam des neu erstandenen Club 2.
Von 1994 bis 1998 war Schmidtkunz Lehrbeauftragte für Systematische Theologie an der Universität Wien. Seit 1992 ist sie Vorstandsmitglied der Evangelischen Akademie Wien. Sie war Mitinitiatorin des Volksbegehrens Sozialstaat Österreich. In ihren Dokumentarfilmen und Radiobeiträgen beschäftigt sie sich mit zeitgeschichtlichen, kulturellen, philosophischen und theologischen Fragestellungen. In ihrem 2019 erschienenen Buch entwirft sie eine zeitgemäße Lesart der Transzendenz des Lebens als Ressource für Selbstbestimmung und Widerstand.
Mit 1. Dezember 2013 übernahm Renata Schmidtkunz die Ö1-Sendereihe „Im Gespräch“ als Sendeverantwortliche, in der jede Woche namhafte Persönlichkeiten zu ihrem Lebenswerk, ihren Büchern und Erfahrungen interviewt werden. Schmidtkunz' Gesprächsführung will dabei weniger biographisch als vor allem am Thema orientiert sein.
In der Spielzeit 2013–14 des Burgtheaters wirkte sie als Moderatorin beim Projekt Die letzten Zeugen von Doron Rabinovici und Matthias Hartmann mit.
Sie hat eine erwachsene Tochter und lebt in Wien.

## Auszeichnungen
- Im April 2011 wurde Renata Schmidtkunz der Frauenring-Preis des Österreichischen Frauenrings „für besondere Leistungen nach feministischen Grundsätzen“ verliehen.[7]
- 2012 wurde sie mit dem Preis der Stadt Wien für Publizistik ausgezeichnet.
- 2014 wurde sie mit dem Axel-Corti-Preis für herausragende Leistungen in Funk und Fernsehen ausgezeichnet.[8]
- 2020: Radiopreis der Erwachsenenbildung Österreich in der Kategorie Bildung (Eduard-Ploier-Preis) für Es gab nicht nur eine DDR. Ansichten und Rückblicke aus dem deutschen Osten (Radiokolleg)[9]

## Audio
- 1997: Nicht Jude – nicht Christ: zum 200 Geburtstag von Heinrich Heine, 45 min, Ö1
- 1998: I still have a dream – zum 30.Todestag von M. L. King, 45 min, Ö1
- 1999: Zwischen Gott und Sozialdemokratie – Freidenkertum in Österreich, 30 min, Ö1
- 1999: „Mitten im Wahnsinn“ – Kirchen und der Kosovo, 30 min, Ö1
- 2002: Neve Shalom – Koexistenz ist möglich, 30 min, Ö1
- 2005: Zwischen Antisemitismus und Islamophobie: Wahrnehmungen des Nahen Ostens, 30 min, Ö1
- 2008: Die Kibbutzbewegung – Geschichte einer Vision, 60 Minuten Ö1
- 2009: Staat und Religion in Israel, 30 Minuten Ö1

## Filme
- 2005: Ich komm' nicht von Auschwitz her, ich stamm' aus Wien – Ruth Klüger im Portrait, 45 min, Uraufführung am 1. März 2005 in Wien, Produktion von 3sat, ORF und Bayern alpha[10]
- 2005: Wie die Bibel heilig wurde. Josef Hader im Heiligen Land, 52 min, ORF/3sat
- 2005: Von Bamako nach Timbuktu. Eine Reise durch Mali, 45 min, ORF/3sat
- 2006: Der Löwe von Jerusalem – Teddy Kollek, 45 min, 3sat
- 2007: Wider die Unvernunft. Der Schriftsteller Amos Oz, ORF
- 2008: Ende eines Frühlings – Prag 1968, AT, ORF/3sat, 45 min. Mit den Zeitzeugen Gerd Bacher, Hugo Portisch, Helmut Zilk, Barbara Coudenhove-Calergi, Pavel Kohout, Jiří Gruša
- 2008: Lesereise Israel. Junge SchriftstellerInnen in Israel, 30 min, 3sat
- 2008: Alles, was Recht ist. 90 Jahre Frauenwahlrecht, 45 min, 3sat
- 2009: Tel Aviv – eine Stadt und ihre Menschen, 30 min, 3sat/ORF
- 2009: Meine Geschichten erzähl' ich mir selbst. Der Schriftsteller Michael Köhlmeier, 45 min, 3sat/ORF
- 2010: Zwischen Humor und Verzweiflung. Ungarns Weg durch die Krise, 30 min, 3sat/ORF
- 2011: Landschaften der Erinnerung. Das Weiterleben der Ruth Klüger, 52 min, WDR/ORF
- 2011: Das Weiterleben der Ruth Klüger, Dokumentation. 83 Min.[11]
- 2017: Margot Käßmann – Freiheit wagen!, Porträt-Dokumentarfilm, 45 Min., WDR/BR 2017.[12]

## Veröffentlichungen
- 2009: Im Gespräch: Uri Avnery. Mandelbaum, Wien, ISBN 978-3-85476-303-1.
- 2019: Himmlisch frei: Warum wir wieder mehr Transzendenz brauchen, edition a, ISBN 978-3-99001-269-7.